# 榊原弥生
榊原 弥生（さかきばら やよい、1886年〈明治19年〉4月7日 - 1935年〈昭和10年〉4月19日）は、日本の婦人運動家。大正デモクラシーの時期の京都で、市民的な女性運動が盛んになった際に、その中心となって諸運動の連携に尽力した人物である。山形県鶴岡出身、明治女学校専攻科卒業。従兄弟に聖書学者の黒崎幸吉がいる。

## 経歴
1886年（明治19年）に誕生した。東京の明治女学校卒業を経て、熊本女学校や東京女子商業学校など、日本各地の女学校に教員として勤めた。兄の仕事の関係で、満州でも教鞭をとった。
1919年（大正8年）7月、当時の京都大学教授の厨川白村の勧めで、厨川の妻や中外日報記者ら女性たちと共に、知的階級女性による文化団体「京都PL会」を結成した。一時は会員数が200人に昇り、時事問題などを活発に勉強し合った。同1919年11月24日には大阪婦人十日会と共に、第1回婦人会関西連合会で中心となって尽力した。
翌1920年（大正9年）に、平塚らいてうらの設立した「新婦人協会」に参加した。同1920年に京都の成安裁縫学校（後の成安造形大学）に講師として勤め、京都を住居とした。
また同1920年12月には、都の28の婦人会を束ねて、京都婦人連合会を結成した。翌1921年（大正10年）に開催された同連合会の大会では、開会の辞において、「今後は京都婦人連合会の活動を主軸とし、現実の生活に根差した女性の地位向上を目指す」とを述べた。1930年（昭和5年）、京都の婦人運動家たちと共に「婦人選挙権獲得同盟京都支部」を設立して、幹事を務めた。
全関西婦人連合会の理事としても活躍した。婦人連合会の活動拠点としての会館建設を計画して寄付を募り、1931年（昭和6年）には京都市連合婦人会館の落成に至った。
1934年（昭和9年）10月に、京都連合婦人会を辞任した。翌1935年（昭和10年）4月17日、脳脊髄膜炎により京都大学病院に入院した。医師である実弟の手厚い看護を受けたものの、同1935年4月19日に同病院にて、兄弟や同志たちに看取られつつ、満49歳で死去した。生涯独身であったが、早世した姉の遺した子供2人を育てており、この2人の子も弥生の最期を看取った。
京都連合婦人会では、弥生の長年にわたる功労への報いとして、初の婦人会葬を営むことが満場一致で決定した。同1935年4月23日、弥生の活動拠点であった京都市連合婦人会館で、キリスト教式の告別式が行われ、会葬者の数は千人以上に昇った。